# Jean André (artiste)
Pour les articles homonymes, voir Jean André, André et Frère André.
Jean André, en religion le frère André, est un peintre français né en 1662 à Paris et mort dans la même ville le 14 avril 1753.

## Biographie
En 1679, âgé de 17 ans, Jean André se fit dominicain au noviciat des dominicains, rue du Bac. Il entra en contact avec Jean Jouvenet, dont certains disent qu'il fut également son élève. Il subit aussi l'influence de Charles de La Fosse.  
Il partit pour Rome quelques années après être entré au couvent. Il y reçut des leçons de Carlo Maratta et il y étudia les œuvres des grands maîtres italiens. 
De retour en France, il peignit de nombreuses toiles pour le noviciat dont il orna la plupart des murs, mais répondit aussi aux commandes d'autres couvents dominicains à travers la France. Ainsi il réalisa par exemple une dizaine d'œuvres pour l'église du couvent des dominicains de Bordeaux et une quinzaine pour celui de Grenoble. 
La renommée de l'artiste était reconnue de son vivant. Le journal Le Mercure de France évoque son talent à l'occasion d'une commande aux côtés de peintres académiciens. 
La Révolution a détruit une partie de son œuvre, estimée à l'origine à une centaine de tableaux qui étaient conservés à Paris et à travers toute la France. Certaines de ses œuvres sont confondues avec celles d'un autre Jean André, un peintre actif en Provence.

## Œuvres
- Agen,  musée des Beaux-Arts : Présentation de Jésus au Temple.
- Auxerre, cathédrale Saint-Étienne :
  - L'Adoration du sacré-Cœur par les anges, attribution ;
  - La Visitation, 1716 ;
  - L'Apothéose de saint François de Sales.
- Boissy-sans-Avoir, église Saint-Sébastien : La Résurrection, 1720.
- Bordeaux, église Notre-Dame :
  - Saint Dominique recevant le rosaire des mains de la Vierge, 1712 ;
  - L'Extase de saint Thomas d'Aquin, 1714 ;
  - Le Martyre de saint Pierre de Vérone, 1718 ;
  - Saint Hyacinthe marchant sur les eaux du Dniepr, 1731 ;
  - Saint Raymond de Penafort, 1732 ;
  - Saint Pie V recevant la vision de la bataille de Lépante, 1733, réplique du tableau de la cathédrale Notre-Dame de Rodez ;
  - L'Annonciation, 1735 ;
  - La Visitation, attribution ;
  - L'Extase de Sainte Catherine de Sienne, 1716 ;
  - Les Pèlerins d'Emmaüs, 1741 ;
  - Sainte Rose de Lima adorant l'Enfant Jésus, 1734.
- Bourg-la-Reine, église Saint-Gilles-Saint-Leu : Saint Vincent de Paul porté au ciel, vers 1731-1732[1].
- Brive-la-Gaillarde, collégiale Saint-Martin-de-Brive : les Pèlerins d'Emmaüs, 1725.
- Épinay-sur-Seine, église Saint-Médard : La Descente de croix, œuvre disparue, brûlée dans un incendie.
- Fontenay-le-Comte, église Notre-Dame : La Résurrection, 1718, d'après un dessin d'Annibale Carracci.
- Grenoble, cathédrale Notre-Dame :
  - La Guérison de l'aveugle ;
  - L'Entrée du Christ à Jérusalem ;
  - Les Noces de Cana ;
  - Le Repas chez Simon.
- Grenoble, collégiale Saint-André :
  - La Multiplication des pains ;
  - Le Baptême du Christ ;
  - La Résurrection de Lazare ;
  - La Mort de la Vierge.
- Grenoble, église Saint-Louis :
  - Le Christ servi par les anges ;
  - ensemble de sept tableaux, représentant des scènes de la vie du Christ.
- Ivry-sur-Seine, église Saint-Pierre-et-Saint-Paul : La Sainte Famille avec Saint Jean-Baptiste et Sainte Élisabeth, 1721.
- Lyon :
  - cathédrale Saint-Jean : Saint Dominique recevant le Rosaire, 1728.
  - église des Dominicains : Fête des Pharisiens.
- Orbec, église Notre-Dame : La Crucifixion, 1740.
- Orsonville, église Saint-André : Le Meurtre de saint Pierre de Vérone, 1748.
- Pamiers, cathédrale Saint-Antonin, transept :
  - L'Adoration des mages ;
  - Jésus chassant les vendeurs du temple ;
  - La Nativité de Jésus ;
  - Saint Louis reçoit la Sainte Couronne du Christ.
- Paris :
  - musée du Louvre :
    - Jésus et ses disciples, dessin ;
    - La Mort de saint Joseph, dessin ;
    - La Mort de Jésus-Christ sur la Croix, dessin ;
    - Religieux franciscain en prière dans un paysage, dessin ;
    - Saint Antoine de Padoue, en prière dans le désert, dessin ;
    - Vision d'une sainte, dessin.

  - église Saint-Nicolas du Chardonnet: Les Pèlerins d’Emmaüs, vers 1700, provenant du noviciat des Jacobins.
  - église Saint-Thomas d'Aquin: Saint Louis recevant la couronne d'épines[2],[3].
  - chapelle Saint-Louis de la Salpêtrière : Jésus chez Marthe et Marie, 1694.
- Parisot, église Saint-Andéol : Le Martyre de saint Andéol, attribution, milieu du XVIIIe siècle.
- Rueil-Malmaison, L'Assomption, provenant de la maison royale de Saint-Cyr.
- Revin, église :
  - Le Martyre de saint Pierre de Vérone, 1714 ;
  - L'Institution du rosaire, 1726.
- Rodez, cathédrale Notre-Dame : Saint Pie V priant pendant la bataille de Lépante, 1711.
- Thibouville, église Saint-Paer : La Crucifixion.
- Versailles, château de Versailles : Autoportrait.

Œuvres de Jean André
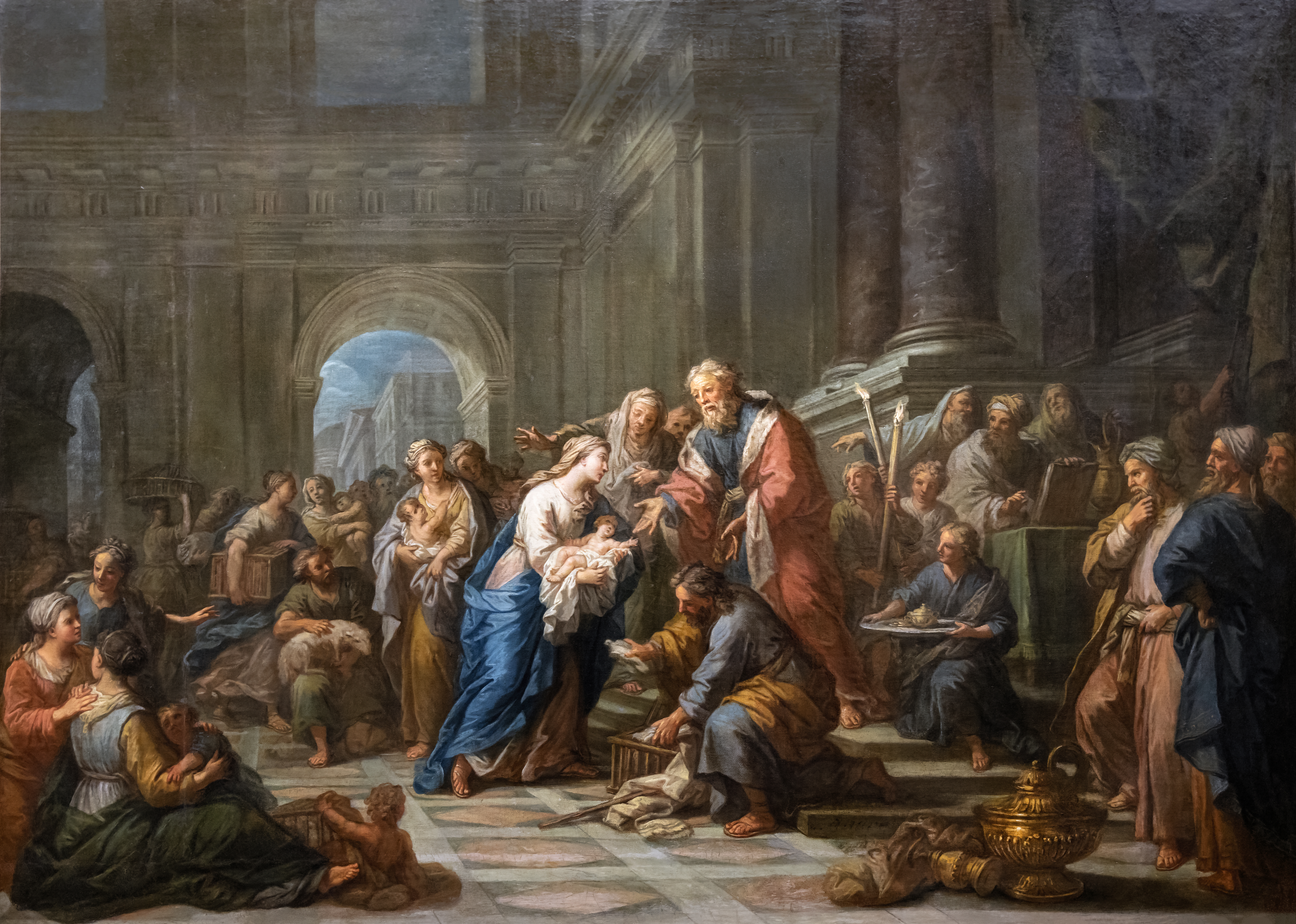
Présentation de Jésus au Temple, musée des Beaux-Arts d'Agen.
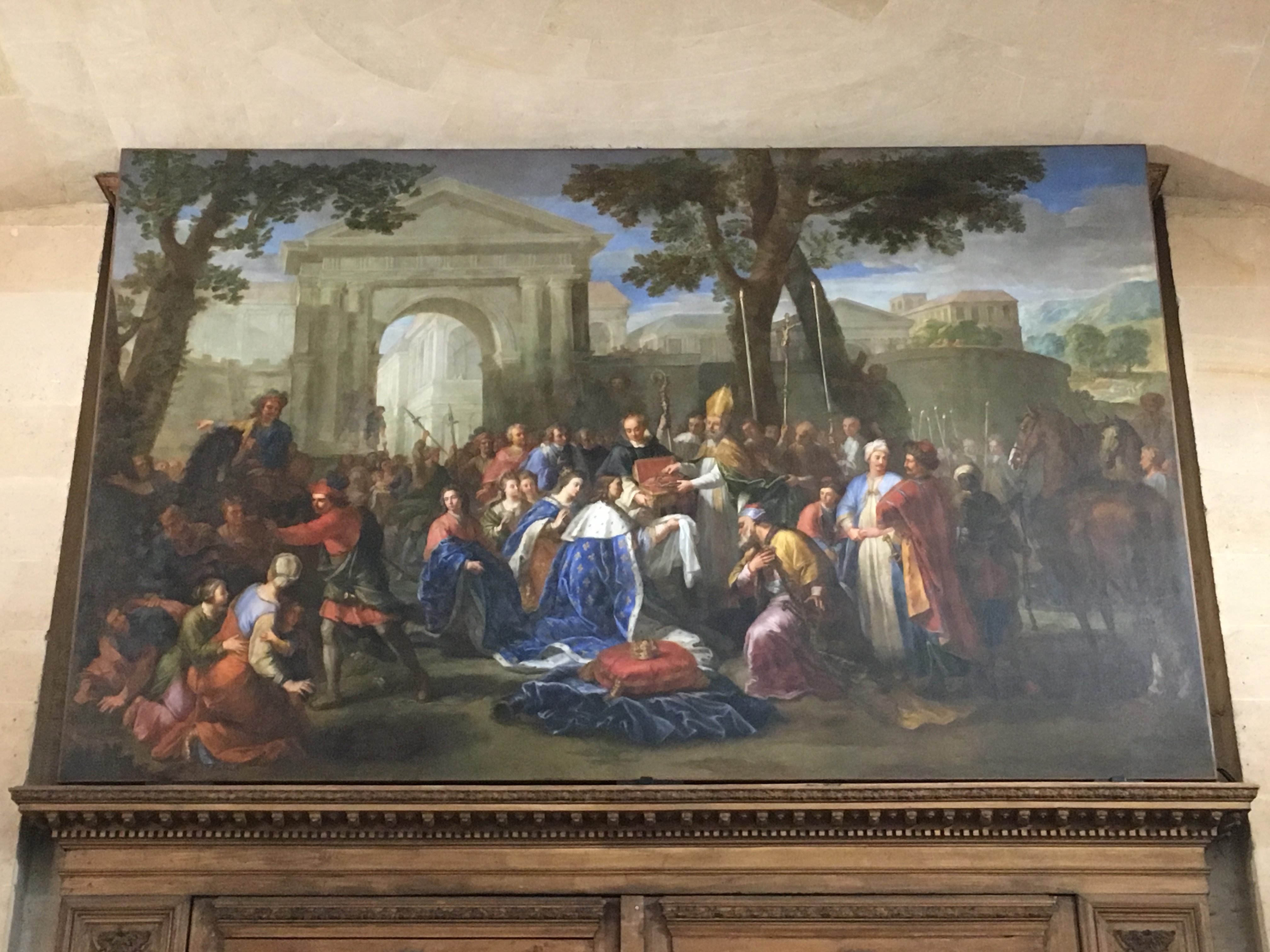
Saint Louis recevant la couronne d'épines, Paris, église Saint-Thomas d'Aquin.